# Magnolia globosa
Magnolia globosa este o specie de plante din genul Magnolia, familia Magnoliaceae, descrisă de Joseph Dalton Hooker și Thomas Thomson. Conform Catalogue of Life specia Magnolia globosa nu are subspecii cunoscute.